# Celyphus
Celyphus är ett släkte av tvåvingar. Celyphus ingår i familjen Celyphidae.

## Dottertaxa tillCelyphus, i alfabetisk ordning[1]
- Celyphus abnormis
- Celyphus aurora
- Celyphus bisetosus
- Celyphus cheni
- Celyphus collaris
- Celyphus dentis
- Celyphus difficilis
- Celyphus divisus
- Celyphus dohrni
- Celyphus eos
- Celyphus forcipus
- Celyphus fujianensis
- Celyphus hyacinthus
- Celyphus hyalinus
- Celyphus immitans
- Celyphus inaequalis
- Celyphus lacunosus
- Celyphus levis
- Celyphus lobus
- Celyphus maculis
- Celyphus medogis
- Celyphus microchaetus
- Celyphus mirabilis
- Celyphus nigritarsus
- Celyphus nigrivittis
- Celyphus obtectus
- Celyphus paradentatus
- Celyphus pellucidus
- Celyphus planitarsalis
- Celyphus porosus
- Celyphus pulchmaculatus
- Celyphus punctifer
- Celyphus quadrimaculatus
- Celyphus resplendens
- Celyphus reticulatus
- Celyphus ruficollis
- Celyphus rugosus
- Celyphus signatus
- Celyphus testaceus
- Celyphus trichoporis
- Celyphus unicolor
- Celyphus violaceus
- Celyphus vittalis
- Celyphus xizanganus